# さがゆりこ
さが ゆりこ（1982年7月24日 - ）は、石川県出身のタレント。ケイダッシュステージ所属。現存する日本のミス・コンテストで最も古い歴史を持つ「ミス日本」の第36回（2004年度）ミス日本グランプリ受賞者。

## 来歴
金沢市生まれ。北陸学院中学校・高等学校、フェリス女学院大学国際交流学部卒業。
北陸放送創設家で、北国書林を経営する『嵯峨家』出身。祖父は北陸放送第五代社長の嵯峨逸平、父は北陸放送第六代社長の嵯峨春平、兄はTBSテレビプロデューサーの嵯峨祥平。
2004年度ミス日本グランプリを受賞し芸能界入り。応募書類は母親が出したものだった。
ソニー・ミュージックアーティスツを経て、2009年4月にケイダッシュステージへ移籍。新事務所への移籍と同時に嵯峨百合子からさが ゆりこへ改称。モデルとして、Okazaki Modelsに所属していた。
2005年からスポニチANNEXでプロ野球キャンプコラムを執筆している。また取材時には前述の留学経験を生かし、通訳無しで外国人選手と積極的にコミュニケーションを図っている。
2014年6月に一般男性と結婚した。義父はNSGグループ創始者でアルビレックス新潟会長の池田弘。
2015年3月末で産休に入り、同年7月に第一子（長女）を出産した。

## 人物
- 趣味はスポーツ観戦、海外旅行、映画鑑賞。一番好きな映画は『トップガン』。戦闘機の音を聞くとテンションが上がる。
- 特技は英会話、仕舞、ピラティス、フラワーアレンジメント。
  - 北陸学院高等学校在学中、アメリカ合衆国ワシントン州へ留学、日米両国の高校の卒業証書を持っているため、英会話が堪能である[5][出典無効]。
  - フラワーアレンジはイベントでも披露しているほか、花の専門誌の連載コラムでも紹介されている。
  - 能は、幼少期から留学前（高校2年）まで習っていた。以前から祖母が習っており、本人は覚えていないらしいが自ら「習ってみたい」と言ってやり始めたという。
- 「留学したい」と思ったきっかけは、学生時代に見たビバリーヒルズ高校白書シリーズを見たことからだという。舞台の高校で黄色のロッカーを使っており、それを使ってみたいと思ったからという[6]。
- 馬が好きで2頭の一口馬主である[7]。
- ハングル講座に生徒役で出演したことがきっかけで、韓国が好きになり、よく旅行に行く。
- 激走!GTのレギュラーリポーターとなったことがきっかけでレースにハマり、今では男性顔負けなくらいのレース通。プライベートでもレース観戦に行くほどである。
- 友利新（2004年ミス日本コンテストにて準ミス日本を受賞した同窓）と仲が良い。

## 主な出演

### テレビ番組
- ハングル講座（NHK教育テレビ、2006年4月 - 2007年3月）
- シネマ通信（テレビ東京、2006年4月6日 - 2007年3月29日）
- ワールドビジネスサテライト（テレビ東京、2007年4月 - 2009年3月） - コーナーレポーター（週1回出演）
- プリン・ス（日本海テレビ、2007年10月 - 12月）
- 激走!GT （テレビ東京、2008年3月 - 2010年3月） - レギュラーリポーター
- easy sports（テレビ朝日、2009年1月5日 - 9日）
- 世界の競馬（NHK-BS1、2009年4月 - 2010年） - メインMC
- 魅惑の世界クルーズ旅行（CS旅チャンネル、2009年10月 - ） - レギュラー
- VACANCES（TBS、2010年1月） - マンスリー出演
- BSオリンピックセレクション（NHK-BS1、2010年2月） - 司会
- 小中学校教科書クイズ（日本テレビ、2010年4月4日）
- 全開!女子力!!（チバテレ、2010年10月 - 2011年1月） - MC
- news every.（日本テレビ） - 関東地区ローカルの特集のセミレギュラーレポーター
- ZIP!（日本テレビ） - 『チューモーク!』（金曜日のコーナー）にセミレギュラー出演

### インターネット放送
- WOWOWぷらすと（Ustream配信）
- ケイダッシュステージの殴るなら殴れ!!（ニコジョッキー、2011年7月20日 - ）

### CM
- コバック（2004年） - ミス日本受賞時。当時同コンテスト特別協賛者だったことで出演。受賞時のたすき・ティアラを付け演説するというもの。
- 人材派遣会社 ワイズ
- 石川県観光大使

### 映画
- いぬばか（2009年11月公開） - 森香奈子役
- ランブリングハーツ（2010年1月公開）

### 雑誌
- からだにいいこと（2009年5月）
- FYTTE（2009年6月、8月、9月、10月、2010年1月、3月）
- Body+（2009年10月）